# Raphael Diaz
Raphael Diaz (ur. 9 stycznia 1986 w Baar) – szwajcarski hokeista, reprezentant Szwajcarii, czterokrotny olimpijczyk.
Syn Hiszpana i Szwajcarki. Jego siostra Daniela (ur. 1982) także hokeistką hokeistką.

## Kariera
- Zug U20 (2001-2004)
  -  Seewen (2003)
- EV Zug (2003-2011)
- Montreal Canadiens (2011-2014)
  -  EV Zug (2012-2013)
- Vancouver Canucks (2014)
- New York Rangers (2014)
- Calgary Flames (2014-2015)
- Hartford Wolf Pack (2015-2016)
- New York Rangers (2016)
- EV Zug (2016-2021)
- Fribourg-Gottéron (2021-)

Wychowanek i wieloletni zawodnik EV Zug w szwajcarskich rozgrywkach NLA. Pierwotnie w październiku 2010 przedłużył kontrakt z tym klubem o pięć lat, jednak w maju 2011 został zawodnikiem zespołu z ligi NHL, a w lipcu 2011 przedłużył kontrakt o dwa lata. Od września 2012 do stycznia 2013 tymczasowo na okres lokautu w sezonie NHL (2012/2013) związany kontraktem z macierzystym klubem, EV Zug. Od lutego 2014 zawodnik innego kanadyjskiego klubu w NHL, Vancouver Canucks. Od marca 2014 zawodnik New York Rangers. Od października 2014 zawodnik Calgary Flames. Od lipca 2015 ponownie zawodnik New York Rangers. Przekazany do filii w Hartford Wolf Pack. W grudniu 2015 podpisał kontrakt z EV Zug obowiązujący od sezonu National League A (2016/2017) na okres 5 lat. Pod koniec stycznia 2021 ogłoszono jego transfer do Fribourg-Gottéron począwszy od sezonu 2021/2022 w wymiarze czteroletniego kontraktu.
W barwach Szwajcarii uczestniczył w turniejach mistrzostw świata w 2008, 2011, 2013, 2016, 2017, 2018, 2019, 2021 oraz zimowych igrzysk olimpijskich 2010, 2014, 2018, 2022.

## Sukcesy
Reprezentacyjne

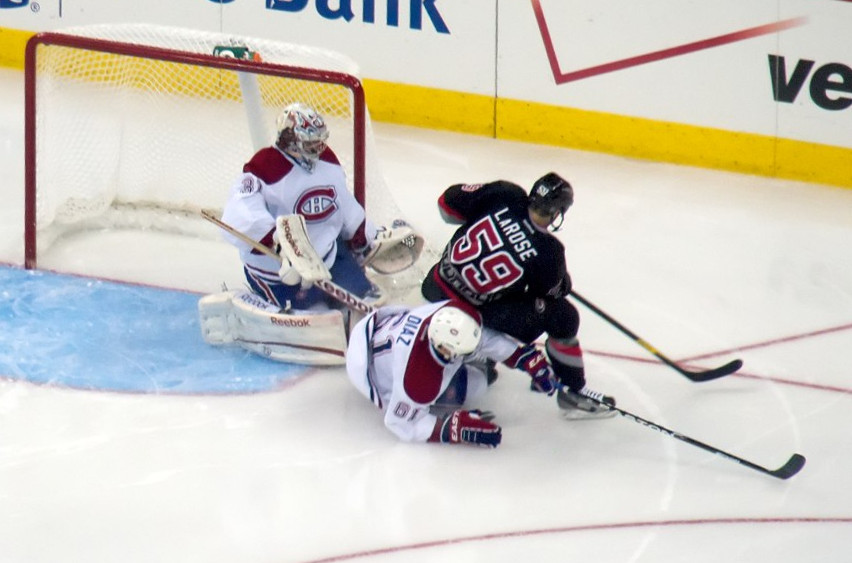
Raphael Diaz (w środku leży z numerem 61) w barwach Montreal Canadiens (2011)

- Awans do mistrzostw świata do lat 18 Elity: 2004
- Srebrny medal mistrzostw świata: 2013, 2018

Klubowe
- Srebrny medal mistrzostw Szwajcarii: 2017 z EV Zug

Indywidualne
- Mistrzostwa Świata w Hokeju na Lodzie 2011/Elita:
  - Pierwsze miejsce w klasyfikacji strzelców wśród obrońców turnieju: 9 punktów[11]
  - Jeden z trzech najlepszych zawodników reprezentacji[12]
- Mistrzostwa Świata w Hokeju na Lodzie 2016/Elita:
  - Pierwsze miejsce w klasyfikacji kanadyjskiej wśród obrońców turnieju: 7 punktów[13]
- Mistrzostwa Świata w Hokeju na Lodzie 2016/Elita:
  - Piąte miejsce w klasyfikacji kanadyjskiej wśród obrońców turnieju: 6 punktów[13]
  - Pierwsze miejsce w klasyfikacji asystentów wśród obrońców turnieju: 6 asyst